# Alianza Universidad de Huánuco
El Club Social Deportivo y Cultural Alianza Universidad de Huánuco, conocido como Alianza Universidad, es un club de fútbol de la ciudad peruana de Huánuco. Fue fundado en 1939 como Alianza Huánuco y desde 2025 participa en la Liga 1, la máxima categoría del fútbol del país.
Su eterno rival es el León de Huánuco, con quien disputa el clásico huanuqueño.

## Historia

### 1939: fundación
Fue fundado el 1 de enero de 1939 con el nombre de Club Social Deportivo Alianza Huánuco, luego de la fusión de los equipos Sport Grau (del barrio del Tingo) y Jorge Chávez (del tradicional Barrio huanuqueño de Iscuchaca Dulce). Su primera camiseta estaba dividida en dos mitades de color rojo (del Jorge Chávez) y azul marino (del Grau).

### 1990: ascenso y primera instancia en primera división
En 1990, durante la etapa de los Campeonatos Regionales, fue campeón de la Región V y ascendió a Primera División tras vencer al campeón del Región VI, Social Magdalena de Ayacucho.
Participó en el Campeonato Regional del Centro de 1991 con poco éxito, pues apenas logró 9 puntos,  y por la reducción de equipos para la siguiente temporada, no lograría su clasificación al Campeonato Descentralizado 1992, perdiendo la categoría y retornando a la Copa Perú.

### 2004: fusión con la Universidad de Huánuco

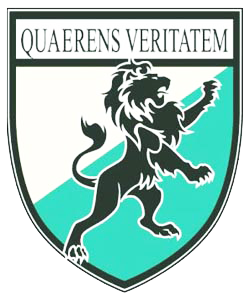
Escudo de la Universidad de Huánuco

El 9 de agosto de 2004, cuando participaba en la etapa provincial de la Copa Perú, el Alianza Huánuco se fusionó con el equipo de fútbol de la Universidad de Huánuco (que se encontraba en tercera división de la Liga Distrital de Fútbol de Huánuco), cambiando su nombre a Club Deportivo Social y Cultural Alianza Universidad de Huánuco.

### 2007-2011: campañas en la Copa Perú
En el 2007 clasificó a la etapa Nacional de la Copa Perú, siendo eliminado en octavos de final por el Sport Huamanga de Ayacucho. En la Copa Perú 2008, sería eliminado nuevamente en octavos de final por el mismo club esta vez, tras ganar cada uno por 3-1 su partido como local, fue eliminado al perder la definición por penales.
En la Copa Perú 2009 el equipo azulgrana llegaría hasta los cuartos de final de la Etapa Nacional, siendo eliminado por su clásico rival, León de Huánuco, por un global de 1-0: empató 0-0 en la ida y perdió 1-0 en la vuelta.
Copa Perú 2010 Los azulgranas llegarían solo hasta la Etapa Regional, donde quedó segundo en su grupo por detrás de ADT, equipo que clasificó.
Su mejor campaña fue en la Copa Perú 2011, donde Alianza Universidad empezó a jugar desde la Etapa Departamental, donde fue campeón. Luego accedió a la Etapa Regional donde quedó primero en su grupo. Gracias a esto, los azulgranas clasificaron a la Etapa Nacional donde llegaron hasta semifinales, siendo eliminados por el futuro campeón Real Garcilaso por un global de 4-3: ganaron 3-2 en la ida y perdieron 2-0 en Cuzco, quedando tercero en el certamen.

### 2012-2016: invitación a segunda división
Sin embargo, debido a que Colegio Nacional de Iquitos y Alianza Atlético se negaron a participar en la Segunda División 2012, Alianza Universidad fue invitado a participar al haber quedado tercero en la Copa Perú 2011.
En la Segunda División Peruana 2012, Alianza Universidad en su primera temporada en esta categoría quedó en el quinto puesto.
En la temporada 2014 el equipo culminó el torneo en la cuarta casilla pese a haber ocupado en varias fechas la primera casilla.
En la temporada 2016 el equipo finalmente descendió nuevamente a Copa Perú.

### 2018: subcampeón de la Copa Perú y el regreso a primera

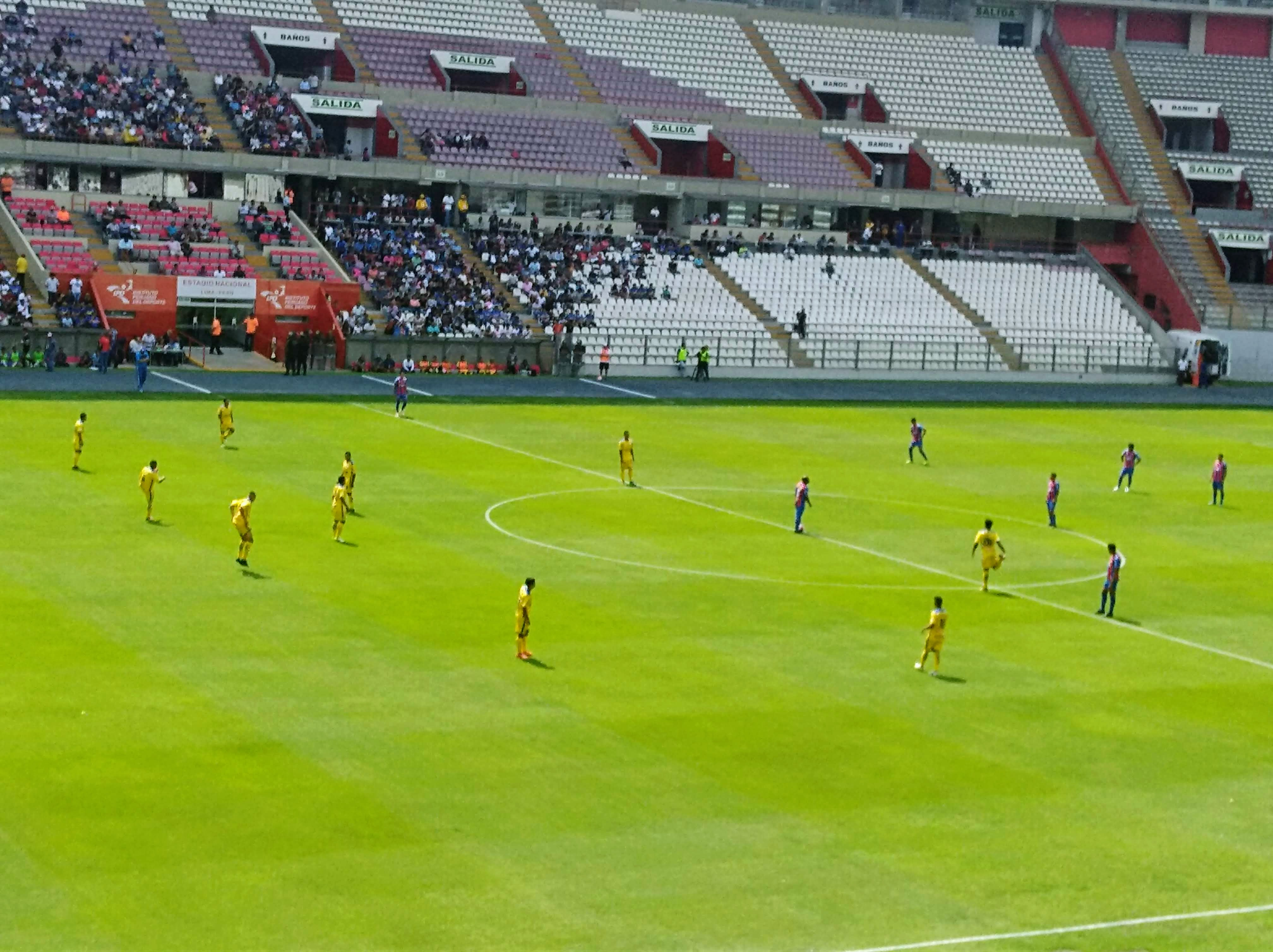
Momentos previos al inicio del partido entre Santos F. C. y Alianza Universidad por la tercera fecha de la finalísima de la Copa Perú 2018 en el Estadio Nacional.

En el 2018, Alianza Universidad se consagra como campeón de la Liga Departamental de Huánuco, lo que lo lleva a clasificar a la etapa nacional de la Copa Perú 2018. Su participación en la fase regular de dicha etapa lo llevó a jugar un repechaje ante el AD Huamantanga de Junín, en el cual salió victorioso. Sus siguientes rivales serían los históricos Alfonso Ugarte de Puno y Atlético Torino de Talara, a los cuales venció en cuartos y octavos de final, respectivamente. Su buena participación llevó al equipo al cuadrangular final del torneo. A pesar de que su rendimiento fue bueno en la fase final, la diferencia de goles le dio la Copa Perú al Pirata Fútbol Club. Alianza Universidad se tuvo que conformar con el subcampeonato.
Pero no todo estaba perdido para los huanuqueños. La Federación Peruana de Fútbol anunció que no ascenderían 2 equipos a la división mayor, como era común; sino que cuatro equipos llegarían a Primera División. Los equipos de Segunda División y Copa Perú que quedaron en el segundo y tercer puesto ese año lucharían por los dos cupos restantes en un Cuadrangular de ascenso. Alianza Universidad participó en este torneo junto con el tercer lugar de la Copa Perú, Santos FC de Ica; y los dos equipos de Segunda División: Carlos A. Mannucci y Cienciano. Gracias a sus empates ante Cienciano y Mannucci, y su victoria frente al Santos, Alianza Universidad selló su regreso a la Primera División.

### 2019-2021: segunda instancia en primera
En 2019 debutó en la Liga 1 2019 con un empate 0-0 frente a la Academia Cantolao de local y terminó su participación con una derrota de local 0-1 frente a la Universidad César Vallejo, finalizando en el puesto 12.º en la tabla acumulada, la campaña en general fue regular.
En la temporada 2020 de la Liga 1, el equipo tuvo un buen arranque, siendo líder hasta el mes de marzo, cuando el torneo se suspendió por la pandemia del COVID-19 en el país. Tras la vuelta del fútbol, el cuadro azulgrana no se pudo recuperar y quedaron en el puesto 10 con 37 puntos, que dejaron al equipo fuera de toda competición internacional.
Llegando a la Liga 1 de 2021, a pesar de que en un principio el equipo estuvo peleando los torneos internacionales, poco a poco empezó a desinflarse durante la segunda etapa del campeonato, consiguiendo una racha de partidos sin poder ganar durante el cierre de campaña, teniendo como consecuencia tener que luchar el descenso del cual no escapo. Alianza Universidad perdió la categoría en la última fecha tras caer 1-2 frente a Ayacucho FC, finalizando como colista del torneo con apenas 23 puntos.

### 2022-2023: nuevas campañas en segunda
En su regreso a la Segunda División, el cuadro huanuqueño afronta la Liga 2 2022 con un pobre rendimiento durante la primera etapa del campeonato, en la que solo ha conseguido once puntos y dos victorias en el torneo apertura. Ya en el torneo clausura, el equipo se rehízo logrando diecinueve puntos y cinco victorias. De esta forma, el equipo finaliza en la octava posición con veintinueve puntos, aunque sin opciones de nada.
Para el 2023, el equipo concluye la fase regular de la Liga 2 de ese año en la tercera posición, por lo que los azulgranas acceden a los play-offs por el segundo cupo de ascenso, entrando directamente desde las semifinales. En esa fase les tocó enfrentarse a la Universidad San Martín, que sería superior a su rival tras vencerlo 3-2 en Lima y 3-1 en Huánuco, con un resultado global de 6-3 a su favor, y así llegaban a la final de los playoffs. El rival que le esperaba en dicha final por el ascenso fueron Los Chankas. Tras ganar 3-1 en Huánuco y perder también con ese mismo resultado en Andahuaylas, tuvieron que definir al ascendido desde el punto de penalti. Lamentablemente, el cuadro huanuqueño perdería 3-2 en dicha tanda y de esa forma se les escapa el ascenso «por un pelo».

### 2024: campeón de segunda y nuevo retorno a primera
En el 2024 el equipo no se quedaría atrás tras la temporada anterior y en la Liga 2 2024 termina puntero de la Zona Norte con 29 puntos, clasificando a la siguiente fase del campeonato con un bono de 2 puntos tras quedar primero. Llegando a la siguiente etapa del torneo el buen rendimiento continuaría tras quedar nuevamente puntero ahora del Grupo A con 24 puntos, de esa manera clasificaba directamente a las semifinales del torneo.  
Una vez definidas las semifinales su rival fue Santos FC, los azulgranas fueron superiores e imparables tanto en la ida como la vuelta contra su rival y con un global 5-1 (2-1 en Nazca y 3-0 en Huánuco) consiguen el ansiado ascenso a la máxima división del fútbol peruano, la Liga 1 desde la temporada 2025 y asimismo clasificaron a la final por el título de segunda división.  
El rival a quien le tocó enfrentar en la gran final por el campeonato de la Liga 2 fue Juan Pablo II College. Edhu Yamir Oliva sería el encargado de marcar el único gol del partido a favor de Alianza Universidad y de esa forma el cuadro huanuqueño termina una excelente campaña con su primer título en cualquier categoría profesional. 

## Uniforme
- Uniforme titular: Camiseta azul con franjas verticales rojas, pantalón azul con una raya roja a los costados, medias azules con una raya roja a los costados.
- Uniforme alternativo: Camiseta blanca una franja vertical rojo con azul, pantalón blanco con una raya roja a los costados, medias blancas con una raya roja a los costados.

### Titular
| 1939-2006 | 2007 | 2009 | 2010 | 2011 | 2012 | 2013 | 2014 | 2015 | 2016 |

| 2017 | 2018 | 2019 | 2020 | 2021 | 2022 | 2023 | 2024 | 2025 |

### Alternativo
| 2012 | 2013 | 2014 | 2015 | 2016-17 | 2018 | 2019 | 2020 | 2021 | 2022 |

| 2023 | 2024 | 2025 |

### Tercero
| 2020 | 2021 | 2022 | 2023 | 2024 | 2024 |

### Indumentaria y patrocinador
| Periodo   | Proveedor    |
| --------- | ------------ |
| 2009      |              |
| 2010-2018 |              |
| 2019-2020 | New Athletic |
| 2021      | Convert      |
| 2022      | GS Sport     |

| Periodo         | Patrocinador           |
| --------------- | ---------------------- |
| 2004-actualidad | Universidad de Huánuco |

## Rivalidad

### Clásico huanuqueño
Su tradicional rival es el León de Huánuco, con quien disputa el clásico huanuqueño. Ambos dividen la mayor parte de preferencias entre la población huanuqueña.

## Estadio

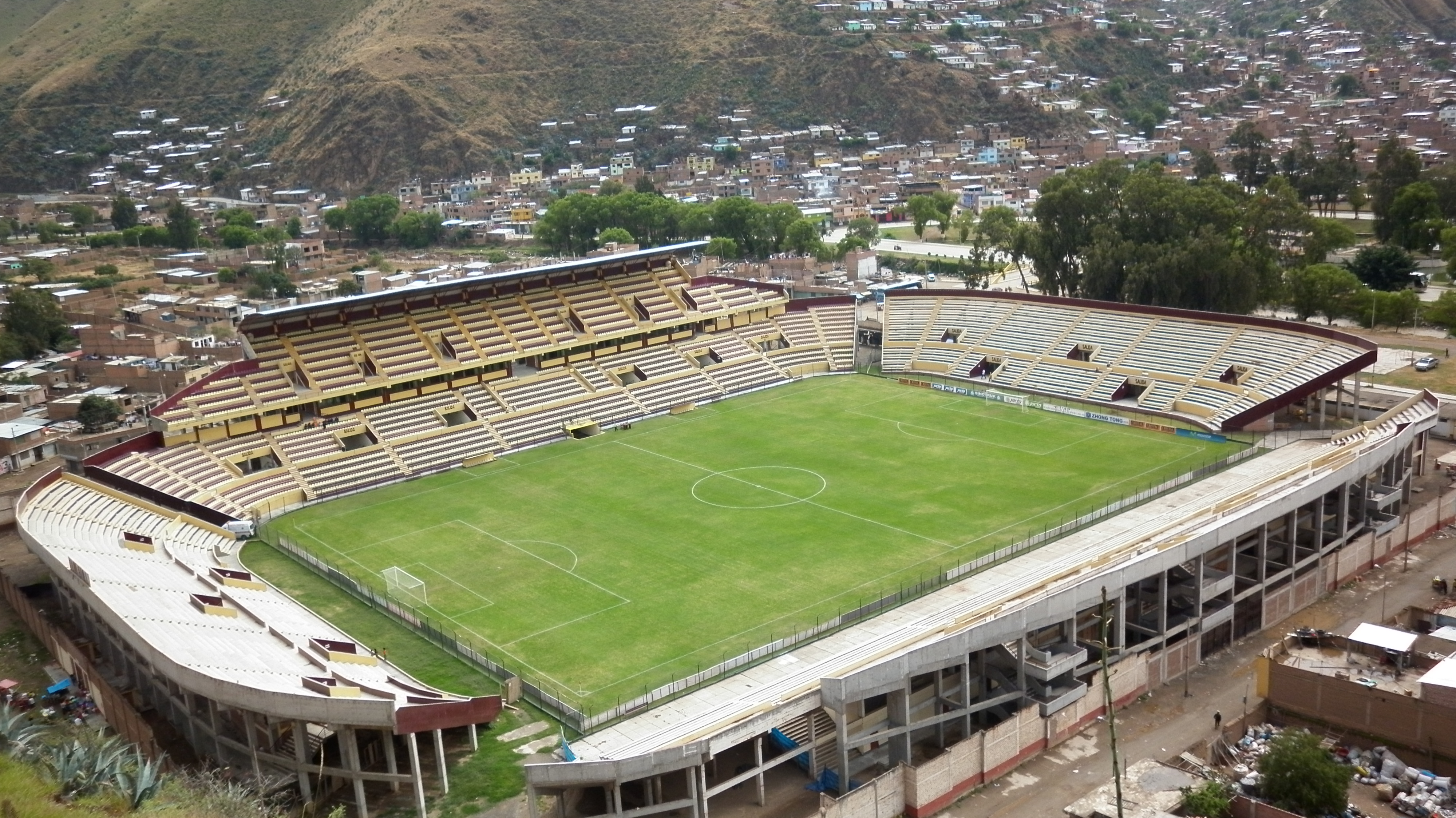
Vista superior del estadio

El Estadio Municipal Heraclio Tapia León se encuentra en la ciudad de Huánuco (Perú), en la recta del jirón León de Huánuco. Luego de ser remodelado, cuenta con un aforo de veinticinco mil espectadores.
Es la sede de los equipos de la ciudad como León de Huánuco y Alianza Universidad. Tuvo sus momentos más gloriosos por los años noventa, cuando ahí se jugaba el Campeonato Descentralizado de fútbol profesional peruano.

### Otras instalaciones
El equipo usa las instalaciones de la Universidad de Huánuco que tiene un extenso campus universitario a cinco minutos del centro de la ciudad en una localidad llamada La Esperanza. En dicho recinto tienen una cancha de entrenamiento que no cuenta con todas las condiciones óptimas para los trabajos, pero que es de mucha utilidad por la falta de instalaciones en la ciudad de Huánuco.

## Datos del club
- Temporadas en primera división: 4 (1991, 2019-2021, 2025-act.).
- Temporadas en segunda división: 8 (2012-2016, 2022-2024.).
- Mayor goleada conseguida:
  - En campeonatos nacionales de local: Alianza Universidad 7:0 Carlos Stein (14 de julio del 2024).
  - En campeonatos nacionales de visita: Unión Bambamarca 0:11 Alianza Universidad (13 de junio del 2009).
- Mayor goleada recibida:
  - En campeonatos nacionales de local: Alianza Universidad 0:3 Comerciantes Unidos (5 de junio de 2023).
  - En campeonatos nacionales de visita: Deportivo Binacional 7:0 Alianza Universidad (18 de octubre de 2019).
- Mejor puesto en primera división: 10.º (2020).
- Peor puesto en primera división: 18.º (2021).
- Mejor puesto en segunda división: 3.º (2023).
- Peor puesto en segunda división: 8.º (2022).
- Máximo goleador: Jesús Reyes, 40 goles en 3 temporadas.

## Entrenadores
| - César Chacón Valdiviezo (2004-2007) - Jhon Barrueta (2008) - César Chacón Valdiviezo (2009-2010) - Mifflin Bermúdez (2011-2012) - Lizandro Barbarán (2013) - Mifflin Bermúdez (2014) | - Aldo Cavero (2014) - José Soto (2015) - Mifflin Bermúdez (2016-2017) - Rony Revollar (2017-2021) - Julio César Uribe (2021) - Paul Cominges (2022 - ) |

## Palmarés

### Torneos nacionales
| Competición nacional            | Títulos | Subcampeonatos |
| ------------------------------- | ------- | -------------- |
| Segunda División del Perú (1/0) | 2024.   |                |
| Copa Perú (0/1)                 |         | 2018.          |

### Torneos regionales
| Competición regional                | Títulos                                         | Subcampeonatos |
| ----------------------------------- | ----------------------------------------------- | -------------- |
| Etapa Regional - Región VI, V (2/1) | 2009, 2011.                                     | 2007.          |
| Liga Departamental de Huánuco (8/1) | 1989, 2004, 2008, 2009, 2010, 2011, 2017, 2018. | 2007.          |
| Liga Superior de Huánuco (2/0)      | 2008, 2009.                                     | 2010.          |
| Liga Provincial de Huánuco (2/0)    | 1989, 2018.                                     |                |
| Liga Distrital de Huánuco (2/0)     | 1989, 2018.                                     |                |